# Escola de Guerra de l'Exèrcit
LEscola de Guerra de l'Exèrcit (EGE) és un centre docent militar pertanyent a l'Exèrcit de Terra d'Espanya.

## Creació
Es crea per Ordre Ministerial 81/2000 constituint-se com a escola d'especialitats complementàries en àrees les activitats de les quals no corresponguin específicament a cap especialitat fonamental. La comesa fonamental és el d'impartir els cursos necessaris per proporcionar al personal del Exèrcit, en les ocupacions superiors, els coneixements per exercir les seves comeses en aquestes àrees, així com determinats cursos d'actualització per a l'ascens a ocupacions superiors.
El seu naixement al juliol de 2000 va ser conseqüència de les reformes realitzades en l'ensenyament militar que van suposar la creació de l'Escola Superior de les Forces Armades i la reorganització del Centre d'Estudis Superior de la Defensa.

## Ubicació
Les instal·lacions de la EGE. es troben repartides en tres localitzacions: la principal, en la seva seu tradicional al carrer de Santa Cruz de Marcenado a Madrid, la secció delegada ubicada a Saragossa i el departament de Geodèsia situat al carrer Darío Gazapo de Madrid. En 2015 va tancar la secció del Centre Regional de Comandament a Saragossa.
La seu principal de l'Escola de Guerra ocupa les mateixes instal·lacions de la desapareguda Escola d'Estat Major de l'Exèrcit de Terra, convertint-se des de la seva creació en l'hereva del seu historial i tradicions. Extraoficialment segueix sent considerada el bressol de l'Estat Major en record de tots els que avui formen part del mateix i que a les seves aules van superar les proves que els van permetre convertir-se en Diplomats d'Estat Major.

## Docència i recerca
L'EGE proporciona un imprescindible servei acadèmic i intel·lectual a les necessitats de l'Exèrcit espanyol. L'Escola és el pilar de l'ensenyament d'operacions de pau, del perfeccionament d'idiomes i dels cursos superiors de l'Exèrcit de Terra.
A més, i com a part inherent de la formació del professorat, l'Escola dedica un important esforç a la recerca acadèmica i a la gestió del coneixement tant a nivell civil com a militar. Així, en les seves instal·lacions es realitzen cicles de conferències referents, entre d'altres, a seguretat, defensa, lideratge i intel·ligència. Es complementen aquests cicles amb les conferències impartides en la Càtedra Blake, que va néixer al principi per a la promoció de la cultura espanyola entre alumnes de països amics i que ha anat ampliat el seu caràcter informatiu fins a convertir-se en un significatiu centre de difusió d'idees, on es presenten i es debaten temes d'actualitat i d'interès general.
Disposa l'Escola d'una valuosa Biblioteca amb més de seixanta mil registres a la disposició de quants investigadors i estudiosos ho necessitin.